# 182. pehotni polk (Italija)
182. pehotni polk Garibaldi (izvirno italijansko 182º Reggimento fanteria) je bil pehotni polk (Kraljeve) Italijanske kopenske vojske.

## Zgodovina
Polk je bil ustanovljen leta 1945 z reorganizacijo Partizanske divizije Garibaldi.